# Jirueque
Jirueque – gmina w Hiszpanii, w prowincji Guadalajara, w Kastylii-La Mancha, o powierzchni 10,64 km². W 2011 roku gmina liczyła 72 mieszkańców.